# 后力
后力（1967年—），汉族，中华人民共和国政治人物、第十一届全国政协委员。
加入中国共产党，担任全国工商联常委、安徽省工商联副主席、安徽江淮电缆集团有限公司总经理。2008年，当选第十一届全国政协委员，代表社会福利和社会保障界，分入第四十八组。

## 职务
- 正威国际集团董事局副主席
- 中国企业家发展联合会副主席
- 亚洲品牌协会副主席
- 南翔万商集团董事
- 新安金融集团董事
- 淮北矿业集团董事
- 万达院线股东之一